# It’s Not Over
Az It’s Not Over Debelah Morgan amerikai énekesnő második albuma. Csak Európában és Ázsiában jelentette meg a Motown Records, 1998. szeptember 15-én. Az albumról két kislemez jelent meg, az I Love You és a Yesterday, melyek mérsékelt sikert arattak. Debelah és testvére, Giloh több dal társszerzője volt.

## Számlista
| #   | Cím               | Szerző                                       | Hossz |
| --- | ----------------- | -------------------------------------------- | ----- |
| 1.  | It’s Not Over     | Vassal Benford, Debelah Morgan, Giloh Morgan | 4:30  |
| 2.  | Yesterday         | V. Benford, D. Morgan                        | 4:44  |
| 3.  | Who Do You Love   | V. Benford                                   | 4:22  |
| 4.  | Stay              | V. Benford, D. Morgan, G. Morgan             | 4:22  |
| 5.  | I Love You        | V. Benford                                   | 3:38  |
| 6.  | Radio Skit        | D. Morgan, PJ Butta, G. Morgan               | 1:09  |
| 7.  | Ain’t No Mountain | Nickolas Ashford, Valerie Simpson            | 3:50  |
| 8.  | Fly Away          | Danny Sembello, Marti Sharron                | 4:17  |
| 9.  | Our Sweet Love    | V. Benford, D. Morgan, Herschell Boone       | 4:43  |
| 10. | Whatever          | V. Benford                                   | 3:45  |
| 11. | Still in Love     | V. Benford, Kathy Wakefield                  | 4:08  |
| 12. | No One Compares   | V. Benford, D. Morgan                        | 4:41  |
| 13. | Here Waiting      | V. Benford                                   | 4:00  |
| 14. | Don’t Hurry Back  | D. Morgan, G. Morgan                         | 5:12  |
| 15. | Tonight           | D. Morgan, G. Morgan                         | 4:05  |

## I Love You
Az I Love You Debelah Morgan amerikai énekesnő második kislemeze második, It’s Not Over című albumáról. 1998-ban jelent meg, de nem aratott sikert.

### Változatok
CD kislemez (Németország)
1. I Love You
2. I Love You (Instrumental)

CD maxi kislemez (Németország)
1. I Love You
2. I Love You (Instrumental)
3. I Love You (A Cappella)